# Devsar
Devsar è una suddivisione dell'India, classificata come census town, di 8.869 abitanti, situata nel distretto di Navsari, nello stato federato del Gujarat. In base al numero di abitanti la città rientra nella classe V (da 5.000 a 9.999 persone).

## Geografia fisica
La città è situata a 20° 45' 55 N e 72° 58' 20 E.

## Società

### Evoluzione demografica
Al censimento del 2001 la popolazione di Devsar assommava a 8.869 persone, delle quali 4.539 maschi e 4.330 femmine. I bambini di età inferiore o uguale ai sei anni assommavano a 953, dei quali 523 maschi e 430 femmine. Infine, coloro che erano in grado di saper almeno leggere e scrivere erano 7.086, dei quali 3.826 maschi e 3.260 femmine.